# Aleksander Zasztołtowicz Brzozowski
Aleksander Zasztołtowicz Brzozowski herbu Ślepowron – stolnik wendeński w latach 1648–1658.
W 1648 roku był elektorem Jana II Kazimierza Wazy z województwa wileńskiego.
20 października 1655 roku podpisał ugodę kiejdańską. Był uczestnikiem antyszwedzkiej konfederacji powiatów: wiłkomierskiego, kowieńskiego i upickiego podczas pospolitego ruszenia w Kiejdanach 16 grudnia 1656 roku. 